# Corvula macrops
Corvula macrops är en fiskart som först beskrevs av Steindachner, 1876.  Corvula macrops ingår i släktet Corvula och familjen havsgösfiskar. IUCN kategoriserar arten globalt som otillräckligt studerad. Inga underarter finns listade i Catalogue of Life.